# 脳を鍛える大人のDSトレーニング
『脳を鍛える大人のDSトレーニング』（のうをきたえるおとなのディーエストレーニング）は、2005年に任天堂が開発・発売したニンテンドーDS専用ゲームソフト。略称は「脳トレ」。日本では同年5月19日、アメリカでは2006年4月17日、ヨーロッパでは2006年6月9日に発売。
副題も含めた正式タイトルは『東北大学未来科学技術共同研究センター 川島隆太教授監修 脳を鍛える大人のDSトレーニング』（とうほくだいがく みらいかがくぎじゅつきょうどうけんきゅうセンター かわしまりゅうたきょうじゅかんしゅう のうをきたえるおとなのディーエストレーニング、英: Brain Age: Train Your Brain in Minutes a Day! Dr. Kawashima's Brain Training: How Old Is Your Brain?）。
ジャンルは「脳活性化ソフト」で「Touch! Generations」シリーズの1つ。副題にある通り、東北大学未来科学技術共同研究センター教授（発売当時。後に同大学加齢医学研究所教授へ異動）・医学博士の川島隆太が監修している。ゲーム中には川島本人がポリゴン化したキャラクターで登場しており、プレイヤーに様々なアドバイスをする。
2014年6月4日には、Wii U用バーチャルコンソールとして6月30日まで期間限定で無料配信され、2015年8月5日より680円で正式に販売が開始した。

## 作品内容
本作はニンテンドーDSを縦に持ってプレイする。簡単な計算問題や音読などをして、脳を活性化させる。また、それを繰り返し継続して行う事によって、脳をより強く活性化させる。4人分の記録を毎日残すことができ、経過をグラフにして比較表示できる。記録は1年分残すことができる。

### 成績・階級
毎日トレーニングでは種目によってタイムアタック形式・点数形式・正解数形式の3種類があり、トレーニング終了後に成績の評価に応じた階級が出るようになっている。これは、早いほど好成績を表しており、良い順番にロケット級、飛行機級、新幹線級、自動車級、自転車級、徒歩級の6つに分かれている。なお、これらの絵はタッチすればそれぞれ音が鳴るようになっている。

### 毎日トレーニング
各トレーニングは毎日のプレイの内、初回のみが記録される。1日に1つでもトレーニングをすると、カレンダーにハンコを押すことができる。最初にできるトレーニングは「計算20」、「計算100」、「名作音読」の3つだが、ハンコがいくつか溜まると、新しくプレイできるトレーニングが増えたり、難しい問題に挑戦できるようになる。なお、トレーニング以外にも、ハンコが溜まると、ハンコのデザイン変更できたり、教授語録を見ることができる。
計算20
画面に表示される簡単な四則計算をより速く解き、タッチペンで解答を記入する。計20問の合計タイムを記録。
計算100
同じく計100問のタイムを記録。
名作音読
画面に表示される文学作品の冒頭部分を音読し、1秒で読んだ文字数の平均を記録する。
なお、15秒未満で終えた場合は教授から時間を計測できなかった事を謝罪され、無効となる。
瞬間記憶
画面に一瞬だけ表示される複数の数字を覚え、その場所を数字の小さい順にタッチする。
文字数え
画面に表示される文が、“かな”で何文字になるかを数え、解答を記入する。
人数数え
画面に表示される家に人が出入りするので、最後に家の中に残っている人数を記入する。「難しい」では煙突からも出入りしてくる。
三角暗算
画面に表示される3つないし4つの数字の、隣り合うもの同士を足し引きしていき、解答を記入する。
時間計測
画面に表示される2つの時計の時間差を計算し、解答を記入する。
音声計算
簡単な四則計算を口頭で解答する。

### 脳年齢チェック
以下のチェック項目のうち、ランダムに3つが出題され、自分の脳年齢を診断することができる。開始前に声を出せるか否かを問われる（出せないを選択した場合、「色彩識別」と「高速数え」は出題されなくなる）。
計算20
「毎日トレーニング」の同名項目と同じ（ハイスコアの保存も共通）。
色彩識別
画面に「くろ」「あか」「あお」「きいろ」の4種の文字が表示されるが、その文字は読まずに「書かれている文字の色」を声で回答する。
例：「あか」の場合は、「あお」と答える。
開始前に「声を出せる」と回答した場合の、1番目の課題としてのみ登場する。
単語記憶
画面に表示される28個の3文字単語を2分間で記憶し、次の3分間で思い出せる限りの解答を記入する。
高速数え
1 - 120までの数字を速く、正確に発音して、そのタイムを計る。
順番線引
画面にカタカナとアルファベットが表示され、A→ア→B→イ→C→ウ…と、交互に順番に線を引き、そのタイムを計測する。
数字数え
画面にさまざまな数字が表示されるので、それらの内「青色の個数」「移動している数字の個数」などの問題に解答する。

### クイズ
トレーニングとは別に、唐突にクイズを出される場合がある。
記憶力クイズ
「朝起きて最初にしたこと」「昨日の夕食」など、様々な質問に予め解答しておくと、数日後に解答内容を質問される。
お絵かきクイズ
出されたお題の絵を記憶力だけで描き、正解例と比較する。登録した最大4人の絵が揃えば、一覧にして表示することもできる。

### お手軽版
個人データのないゲストプレイヤーでも、大まかなチェックやトレーニングを試すことができる。
お手軽脳年齢チェック
個人データの登録なしに、20歳代 - 80歳代まで10代単位での大まかなチェックができる。種目は「色彩識別」(20問)。
お手軽トレーニング
個人データの登録なしに、トレーニングを体験できる。種目は「計算20」。

#### 通信機能
ニンテンドーDSのワイヤレス通信を使い、体験版配布や通信対戦ができる。
お手軽版配布
上記のお手軽を配布できる。
対戦計算30
四則計算30問のタイムを、ほかのプレイヤーと競うことができる。ソフト1本で最大16人の対戦が可能。

## 開発
ゲームの開発には大作ゲームなら最低でも数十人で1年以上とかなりの費用が必要とされるが、今作においては実質十数人のスタッフで、3 - 4カ月という少人数、短期間で行われ、価格も他のゲームソフトと比較して安価となっている。

## 反響
口コミや報道などによって発売以降注目を集め続けており、主に首都圏のFMラジオ局「J-WAVE」の番組『BOOM TOWN』や、日本テレビ放送網系列の中京テレビ放送の番組『中京テレビニュースプラス1』で紹介されている。
その後、2005年の9月にはお年寄りへの敬老の日のプレゼントとして選ばれるという、従来のゲームソフトでは見られなかった珍現象が起こる。発売初週は5万本弱を販売した後も順調に販売本数を延ばし、9月には週3万5000本を超え、売上は発売4ヶ月で30万本を売り上げる大ヒットとなる。その後も売れ続け、発売から6ヶ月後の2005年11月には累計70万本を突破。年末のクリスマス商戦で累計100万本を突破し、ほぼ同時期にDS本体も売り切れるという大ヒットにつながった。
実売本数は国内で400万本近くにまで達しており、タッチパネル・音声認識機能の搭載というニンテンドーDSの利点を大きくアピールする作品として、DSの普及を牽引するキラーソフトの一つとなる。その人気から「脳トレ」という言葉が流行語として認知され、2006年の新語・流行語大賞トップ10を受賞した。エンターブレインが企画する『ファミ通アワード』の第1回では当作品が優秀賞のオールジェネレーション賞を、3Dモデルになった川島教授がゲームキャラクター大賞を受賞している。
本作のヒットはゲーム業界にも多大な影響を与え、似たようなコンセプトを持つゲームソフトが各メーカーから発売されるようになり、社会現象になるほどの人気を起こした。

## 効果
本作が脳の老化を防ぐという科学的根拠に関しては疑問が呈されている。イギリスの科学雑誌『Nature Neuroscience』で2007年に掲載されたEditorialにおいて、脳機能を向上させるという科学的根拠が乏しいにもかかわらず、人気を集めている商品の例として、このソフトが数独やクロスワードパズルなどとともに挙げられている。
しかし、川島らのグループが2012年に『PLoS ONE』に発表した論文では、4週間に渡ってこのソフトをプレイした高齢者では、対照群 (『テトリス』をプレイしたグループ) と比較していくつかの認知機能検査の得点の向上が見られることが示されている。

## 続作・海外販売
任天堂は「更に多くのトレーニングを」、という要望に応え第2弾として『東北大学未来科学技術共同研究センター川島隆太教授監修 もっと脳を鍛える大人のDSトレーニング』を2005年12月29日に発売し、こちらも発売から半年で実売本数200万本を突破し、500万本を超えている。
2006年4月17日には『Brain Age: Train Your Brain in Minutes a Day!』が北米で、同年6月9日（イギリスのみ5月26日）には『Dr. Kawashima's Brain Training: How Old is Your Brain?』がヨーロッパ、6月15日にはオーストラリア・ニュージーランドで発売された。なお、海外版ではペンシルパズル・数独が搭載されている。
2008年12月24日にDSi専用のDSiウェアのソフトとして、「ソフトを差し替えせずにいつでもどこでもちょっとずつ脳を鍛える」ことに開発した第3弾として『東北大学加齢医学研究所川島隆太教授監修 ちょっと脳を鍛える大人のDSiトレーニング』を文系編と理系編の2つのバージョンで配信し、トレーニングと脳年齢チェックのテストが異なって新作と過去2作のものが収録されている。また、2009年4月22日にニコリ製作の問題全116問を収録した数独編が配信開始された（2015年に配信終了）。
2012年7月28日にはニンテンドー3DS用ソフトとしてシリーズ第4弾の『東北大学加齢医学研究所 川島隆太教授監修 ものすごく脳を鍛える5分間の鬼トレーニング』（通称「鬼トレ」）が発売された。
2019年12月27日にはNintendo Switch用ソフトとしてシリーズ第5弾の『東北大学加齢医学研究所 川島隆太教授監修 脳を鍛える大人のNintendo Switchトレーニング』のパッケージ版の発売とダウンロード版が配信された。